# Simone Genga
Simone Genga (ur. w 1530 w Urbino, zm. w 1596) – włoski inżynier wojskowy, budowniczy twierdz m.in. w Polsce.
Syn Andrei i Cateriny Bavieri, miał 10 braci. W wieku 20 lat przeniósł się do Florencji, gdzie służył Medyceuszom jako inżynier wojskowy. W 1571 został komendantem i kierownikiem budowy twierdzy Terra del Sole, a potem twierdz w San Piero a Sieve, Grosseto i Radicofani. W 1584 Genga, z powodu niewielkich zarobków i braku możliwości dalszej kariery w Toskanii, przeniósł się do Polski, gdzie zatrudnił go król Stefan Batory jako inżyniera wojskowego. Genga w Inflantach zbudował twierdzę Dyjament koło Rygi, ale nagła śmierć króla Batorego w grudniu 1586 zakończyła karierę Gengi w Polsce. Około 1591 Genga zatrudnił się w Siedmiogrodzie przy budowie twierdz w Nagyvárad i Gyulafehérvár, był też doradcą siedmiogrodzkiego księcia Zygmunta Batorego. Przypuszczalnie wrócił do Włoch pod koniec 1596 i wkrótce potem zmarł.